# ولا تحلم
ولا تحلم هو برنامج تلفزيوني حواري يذيعه نيشان ديرهاروتيونيان في رمضان 2014 في أم تي في وتلفزيون الحياة. يستضيف البرنامج ضيفا واحدا كل حلقة الذي سيجلس على عدة كراسي يمثل كل واحد منها نوعا محددا من الحوار.

## ضيوف الحلقات
- الحلقة 1: رغدة
- الحلقة 2: ليلى غفران
- الحلقة 3: نضال الأحمدية
- الحلقة 4: حسن الرداد
- الحلقة 5:هند صبري
- الحلقة 6: جورج قرداحي
- الحلقة 7: أمير كرارة
- الحلقة 8: ريما نجيم
- الحلقة 9: تقلا شمعون
- الحلقة 10:إيناس الدغيدي
- الحلقة 11:فاروق الفيشاوي
- الحلقة 12:
- الحلقة 13:
- الحلقة 14: طوني خليفة
- الحلقة 15: عادل كرم
- الحلقة 16: ليلى عبد اللطيف
- الحلقة 17: ميساء مغربي
- الحلقة 18: نادين الراسي
- الحلقة 19: مريم نور
- الحلقة 20:
- الحلقة 21:
- الحلقة 22:
- الحلقة 23:
- الحلقة 24:
- الحلقة 25:
- الحلقة 26:
- الحلقة 27:
- الحلقة 28:
- الحلقة 29: مايا دياب
- الحلقة 30:

## وصلات خارجية
- ولا تحلم  على فيسبوك.
- جميع الحلقات في موقع أم تي في
- الفيديو الترويجي للبرنامج قناة شبكة تلفزيون الحياة في يوتيوب